# UEFA Youth League
UEFA Youth League (ban đầu gọi là UEFA U-19 Champions League) là một giải đấu bóng đá trẻ dành cho 32 câu lạc bộ lọt vào vòng bảng của UEFA Champions League, cùng với 32 nhà vô địch của giải trẻ quốc gia.

## Lịch sử
Các đội tham dự giải đấu đầu tiên, UEFA Youth League 2013–14, thi đấu vòng bảng và lịch thi đấu tương tự như vòng bảng UEFA Champions League 2013–14, và được diễn ra như một 'phiên bản thử nghiệm'.
Tám đội nhất bảng và tám đội nhì bảng sẽ tham dự vòng loại trực tiếp. Không giống như UEFA Champions League, vòng loại trực tiếp chỉ diễn ra trong một lượt đấu, các trận bán kết và chung kết sẽ diễn ra trên sân trung lập.
Truyền thông Anh cho rằng sự ra đời của giải đấu để "hạn chế ảnh hưởng đang lên của NextGen Series".
Tháng Tư 2014, Barcelona trở thành nhà vô địch đầu tiên sau khi đánh bại Benfica 3–0 trong trận chung kết ở Nyon.
Sau hai mùa giải thử nghiệm, UEFA Youth League will trở thành giải đấu cố định của UEFA bắt đầu từ mùa 2015–16, với việc mở rộng từ 32 lên 64 đội và cho phép các nhà vô địch giải trẻ của 32 nước xếp đầu dựa theo Hệ số UEFA được tham dự. 32 đội trẻ của các câu lạc bộ tham dự vòng bảng UEFA Champions League sẽ vẫn tiếp tục đá vòng bảng, đội nhất bảng sẽ lọt vào vòng 16 đội còn đội xếp thứ hai sẽ vào vòng play-off. 32 đội vô địch giải trẻ quốc gia sẽ thi đấu hai vòng với hai lượt đi-về, để chọn ra 8 đội thi đấu vòng play-off, nơi họ sẽ thi đấu một trận sân nhà gặp đội nhì bảng của Champions League. Vòng 16 đội sẽ vẫn thi đấu một lượt như trước.
Từ mùa giải 2024-25 trở đi, thể thức của UEFA Youth League sẽ thay đổi để phù hợp với những thay đổi ở UEFA Champions League, với một số khác biệt:
- Vòng bảng 36 đội có suất dự Champions League sẽ chỉ tổ chức 6 lượt thi đấu đầu tiên của giải đấu, với 22 đội đứng đầu sẽ lọt vào vòng knockout.
- Vòng bảng các đội vô địch giải trẻ sẽ được mở rộng thành 3 vòng, trong đó 10 câu lạc bộ đối đầu với các đội xếp từ thứ 7 đến 16 ở vòng bảng (6 đội đứng đầu Champions League sẽ gặp các đội có thứ hạng từ 17 đến 22).
- Đội vô địch Youth League mùa trước đủ điều kiện tham dự vòng bảng các đội vô địch giải trẻ trừ khi đội một của họ lọt vào vòng bảng Champions League, trong trường hợp đó họ sẽ tham dự Champions League.

## Các trận chung kết
| Mùa giải | Vô địch                                                      | Tỷ số                                                        | Á quân                                                       | Đội thua ở bán kết                                           |
| -------- | ------------------------------------------------------------ | ------------------------------------------------------------ | ------------------------------------------------------------ | ------------------------------------------------------------ |
| 2013–14  | Barcelona                                                    | 3–0                                                          | Benfica                                                      | Real Madrid                                                  |
| 2013–14  | Barcelona                                                    | 3–0                                                          | Benfica                                                      | Schalke 04                                                   |
| 2014–15  | Chelsea                                                      | 3–2                                                          | Shakhtar Donetsk                                             | Anderlecht                                                   |
| 2014–15  | Chelsea                                                      | 3–2                                                          | Shakhtar Donetsk                                             | Roma                                                         |
| 2015–16  | Chelsea                                                      | 2–1                                                          | Paris Saint-Germain                                          | Anderlecht                                                   |
| 2015–16  | Chelsea                                                      | 2–1                                                          | Paris Saint-Germain                                          | Real Madrid                                                  |
| 2016–17  | Red Bull Salzburg                                            | 2–1                                                          | Benfica                                                      | Barcelona                                                    |
| 2016–17  | Red Bull Salzburg                                            | 2–1                                                          | Benfica                                                      | Real Madrid                                                  |
| 2017–18  | Barcelona                                                    | 3–0                                                          | Chelsea                                                      | Manchester City                                              |
| 2017–18  | Barcelona                                                    | 3–0                                                          | Chelsea                                                      | Porto                                                        |
| 2018–19  | Porto                                                        | 3–1                                                          | Chelsea                                                      | Barcelona                                                    |
| 2018–19  | Porto                                                        | 3–1                                                          | Chelsea                                                      | 1899 Hoffenheim                                              |
| 2019–20  | Real Madrid                                                  | 3–2                                                          | Benfica                                                      | Ajax                                                         |
| 2019–20  | Real Madrid                                                  | 3–2                                                          | Benfica                                                      | Red Bull Salzburg                                            |
| 2020–21  | Giải đấu không được diễn ra vì đại dịch COVID-19 tại Châu Âu | Giải đấu không được diễn ra vì đại dịch COVID-19 tại Châu Âu | Giải đấu không được diễn ra vì đại dịch COVID-19 tại Châu Âu | Giải đấu không được diễn ra vì đại dịch COVID-19 tại Châu Âu |
| 2021–22  | Benfica                                                      | 6–0                                                          | Red Bull Salzburg                                            | Atlético Madrid                                              |
| 2021–22  | Benfica                                                      | 6–0                                                          | Red Bull Salzburg                                            | Juventus                                                     |
| 2022–23  | AZ                                                           | 5–0                                                          | Hajduk Split                                                 | Milan                                                        |
| 2022–23  | AZ                                                           | 5–0                                                          | Hajduk Split                                                 | Sporting CP                                                  |
| 2023–24  |                                                              |                                                              |                                                              |                                                              |
|          |                                                              |                                                              |                                                              |                                                              |

## Thành tích

### Câu lạc bộ
| Câu lạc bộ          | Số lần vô địch | Số lần về nhì | Năm vô địch | Năm về nhì       |
| ------------------- | -------------- | ------------- | ----------- | ---------------- |
| Chelsea             | 2              | 2             | 2015, 2016  | 2018, 2019       |
| Barcelona           | 2              | 0             | 2014, 2018  | —                |
| Benfica             | 1              | 3             | 2022        | 2014, 2017, 2020 |
| Red Bull Salzburg   | 1              | 1             | 2017        | 2022             |
| Porto               | 1              | 0             | 2019        | —                |
| Real Madrid         | 1              | 0             | 2020        | —                |
| AZ                  | 1              | 0             | 2023        | —                |
| Shakhtar Donetsk    | 0              | 1             | —           | 2015             |
| Paris Saint-Germain | 0              | 1             | —           | 2016             |
| Hajduk Split        | 0              | 1             | —           | 2023             |

### Quốc gia
| Quốc gia    | Vô địch | Á quân | Năm vô địch      | Năm á quân       |
| ----------- | ------- | ------ | ---------------- | ---------------- |
| Tây Ban Nha | 3       | 0      | 2014, 2018, 2020 | —                |
| Bồ Đào Nha  | 2       | 3      | 2019, 2022       | 2014, 2017, 2020 |
| Anh         | 2       | 2      | 2015, 2016       | 2018, 2019       |
| Áo          | 1       | 1      | 2017             | 2022             |
| Hà Lan      | 1       | 0      | 2023             | —                |
| Ukraina     | 0       | 1      | —                | 2015             |
| Pháp        | 0       | 1      | —                | 2016             |
| Croatia     | 0       | 1      | —                | 2023             |

## Truyền thông

### Mùa giải 2021-24

#### Châu Âu
| Quốc gia/Vùng lãnh thổ | Đơn vị sở hữu bản quyền |
| ---------------------- | ----------------------- |
| Áo                     | DAZN                    |
| Đức                    | DAZN                    |
| Ý                      | Sky Sport               |
| Hà Lan                 | Ziggo Sport             |
| Bồ Đào Nha             | Canal 11/UEFA.TV        |
| Nga                    | Match TV                |
| Tây Ban Nha            | Movistar+               |
| Anh Quốc               | BT Sport/UEFA.TV        |
| Đan Mạch               | Viaplay                 |

#### Ngoài châu Âu
| Quốc gia/Vùng lãnh thổ | Đơn vị sở hữu bản quyền  |
| ---------------------- | ------------------------ |
| Brasil                 | TNT Sports               |
| Brunei                 | beIN Sports              |
| Campuchia              | beIN Sports              |
| Hồng Kông              | beIN Sports              |
| Lào                    | beIN Sports              |
| Malaysia               | beIN Sports              |
| Singapore              | beIN Sports              |
| Thái Lan               | beIN Sports              |
| Hoa Kỳ                 | Paramount+ (Tiếng Anh)   |
| Hoa Kỳ                 | TUDN (Tiếng Tây Ban Nha) |
| Indian Subcontinent    | Sony Sports Network      |
| Indonesia              | Emtek                    |
| New Zealand            | Spark Sport              |
| Úc                     | Stan Sport               |
| Việt Nam               | FPT                      |